# Nepeta grandiflora
Nepeta grandiflora là một loài thực vật có hoa trong họ Hoa môi. Loài này được M.Bieb. mô tả khoa học đầu tiên năm 1808.

## Hình ảnh

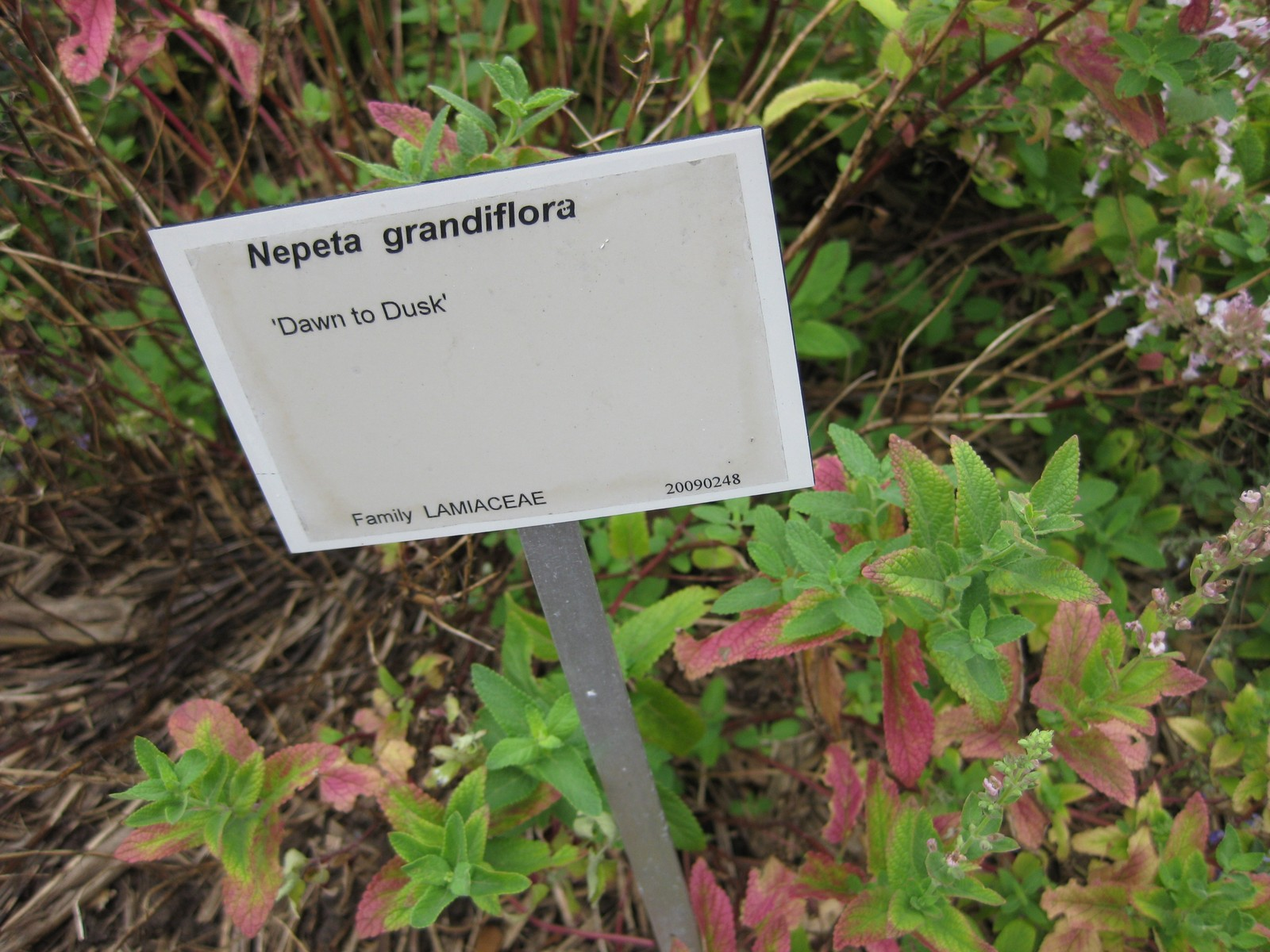
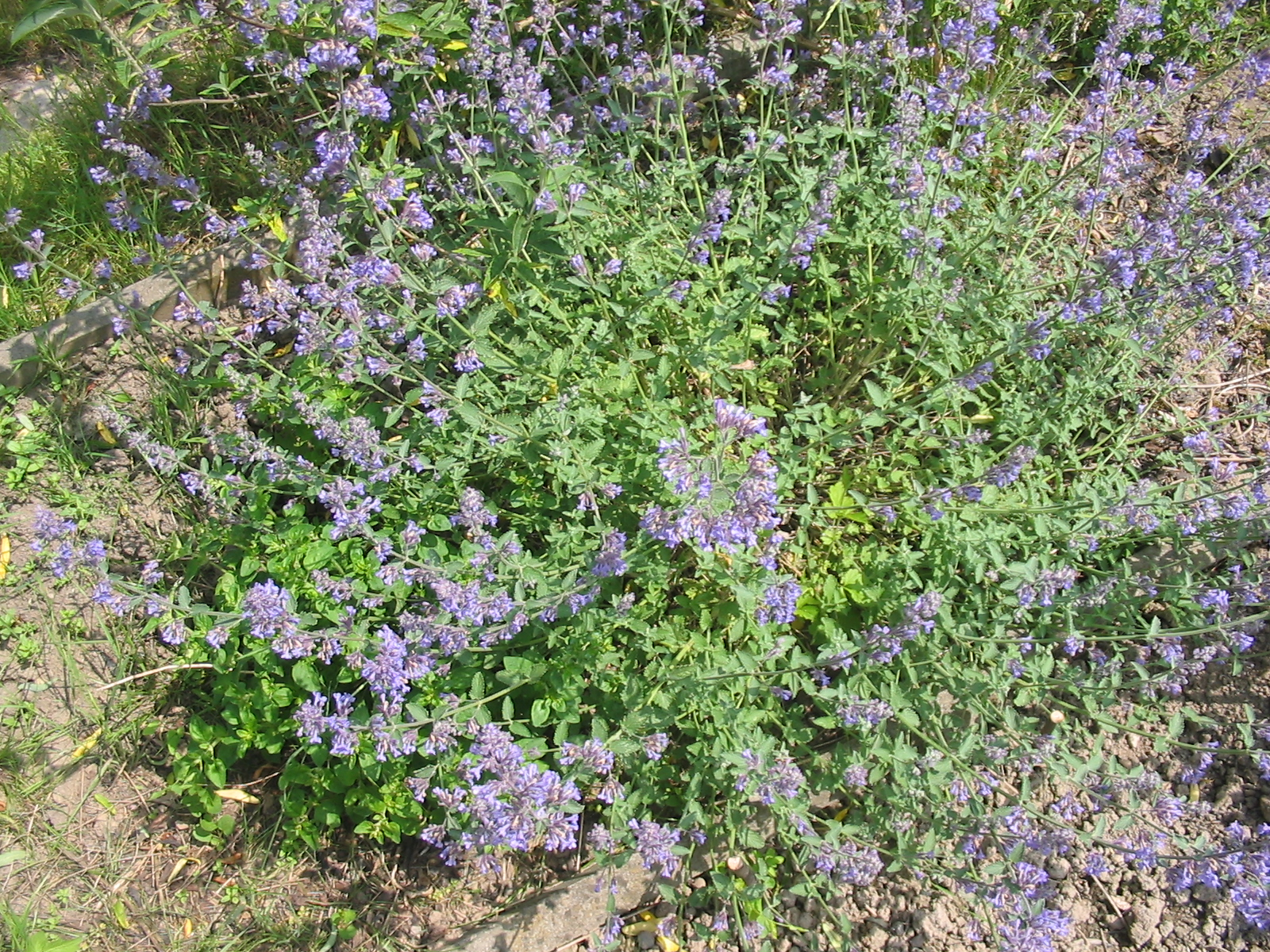
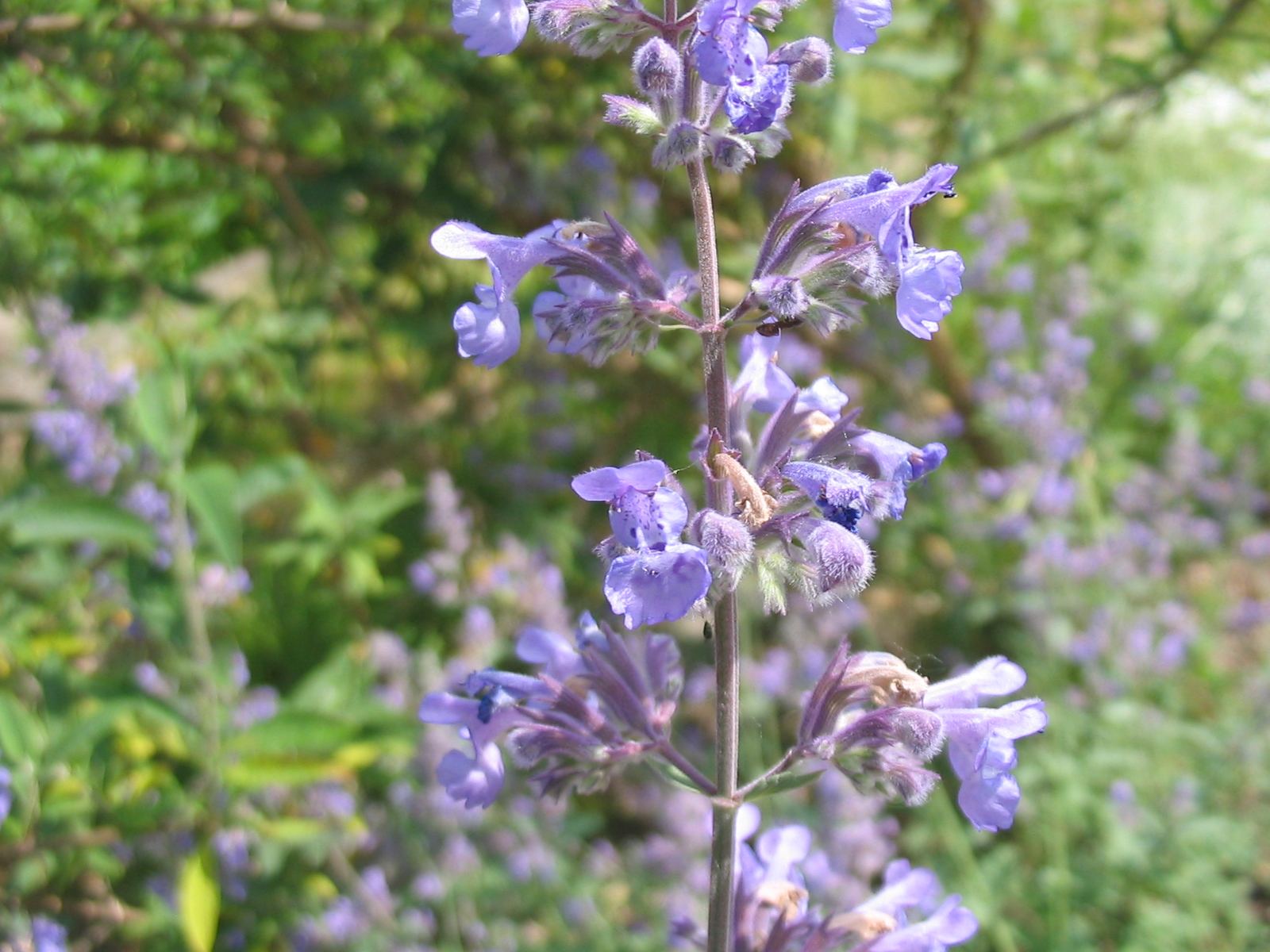
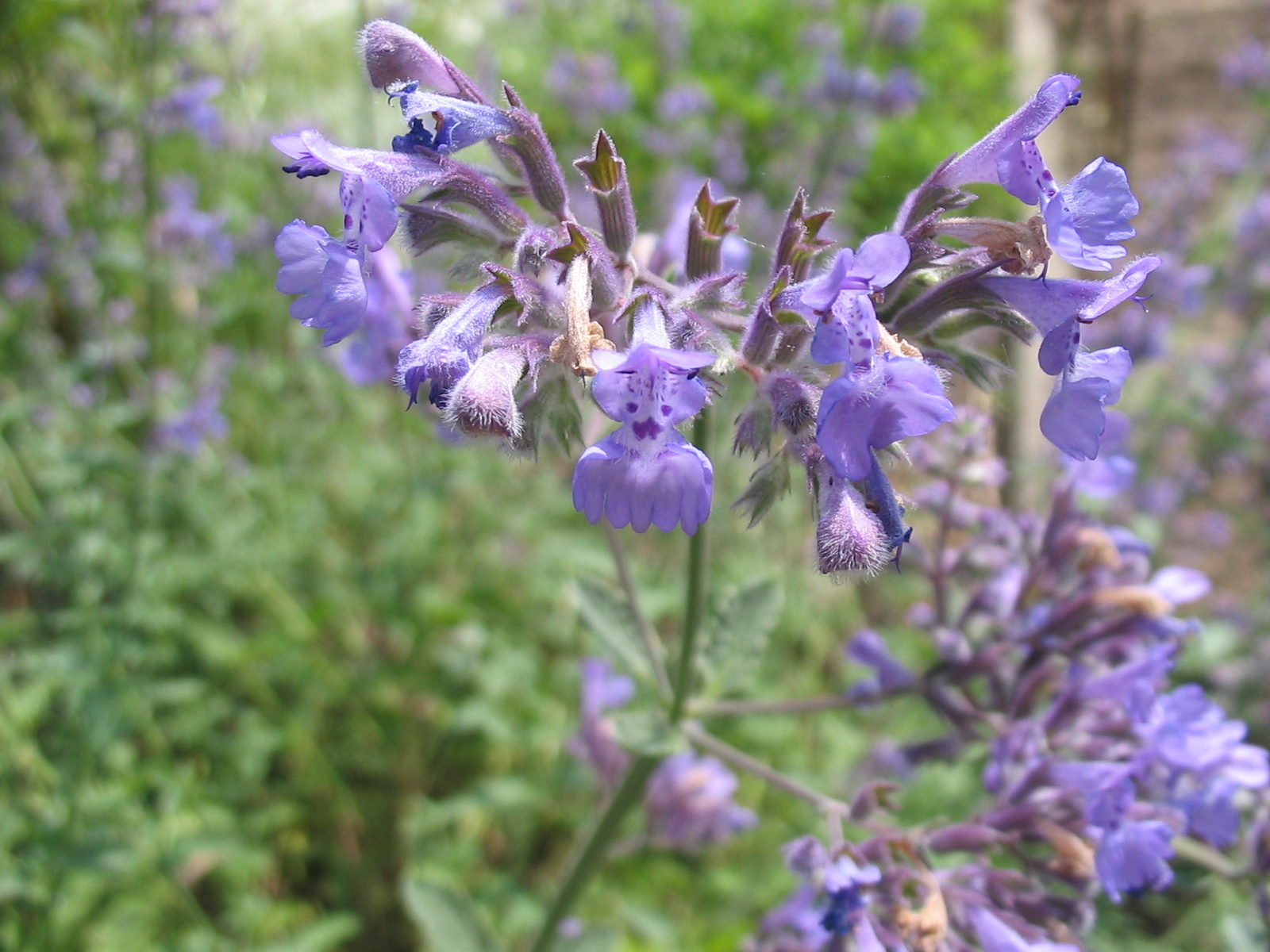